# Epiplatymetra vidularia
Epiplatymetra vidularia là một loài bướm đêm trong họ Geometridae.